# KV Malinas
El KV Malinas (en neerlandés: Yellow Red Koninklijke Voetbalclub Mechelen) es un club de fútbol belga de la ciudad de Malinas en la provincia de Amberes. Ocasionalmente es conocido por su nombre en español, Malinas. Tiene el n.º de matrícula 25 y compite en la Primera División de Bélgica. De este club salieron algunos jugadores símbolo de la Bélgica de los '90 como el gran portero Michel Preud'homme, Marc Wilmots, Lei Clijsters, Marc Emmers, Bruno Versavel y Philippe Albert, por citar algunos.

## Historia

### Los principios
El club se funda en 1904, pocos meses después del nacimiento del rival de la ciudad, el Racing Malinas. El club tuvo su primera etapa exitosa en la década de 1940. Durante la Segunda Guerra Mundial, en 1943, el club ganó su primer título nacional. El segundo título llegó unos años más tarde, en 1946, y en 1948 el club volvió a triunfar. Después de eso, el club retrocedió. En 1954 lograron terminar terceros, sólo un punto detrás del campeón Anderlecht, pero esa fue su última buena temporada. Dos años más tarde, descendió a Segunda división. Durante las décadas de 1960 y 1970, Mechelen fue un equipo ascensor entre la primera y segunda división.
El club disfrutó de una racha de éxito tanto nacional como europeo en el período de 1987 a 1992. Durante estas cinco temporadas, Mechelen ganó una liga y una copa belga. También terminaron dos veces segundos en el campeonato liguero y perdieron dos veces la final de la Copa. Después de ganar el título de copa nacional en 1987 y, por tanto, clasificarse para la Recopa de Europa, completaron el extraordinario logro de ganar este torneo en 1988. Mechelen es el último equipo belga que ha ganado un trofeo europeo.

### Década de los 90 y principio delsigloXXI
KV Mechelen parecía estar en camino de convertirse en uno de los mejores clubes de Bélgica, pero rápidamente decayó cuando su presidente Cordier (que poseía los derechos de la mayoría de sus jugadores) se vio obligado a vender muchos jugadores debido a los malos resultados de su empresa. El 10 de junio de 2007, el equipo consiguió el ascenso a la Primera División belga . Dos años más tarde en 2009, jugó la final de la Copa de Bélgica, perdiendo 2-0 ante el Genk. Un año después, llegaron hasta semifinales con un empate 2-2 y una derrota 1-0 contra el KAA Gent.
Después de un exitoso 2010 y cuatro temporadas con los amarillos, el técnico Peter Maes decidió dejar el club y firmó un contrato de cuatro años con el Lokeren. Malinwa llegó a un acuerdo con Marc Brys para sustituir a Maes. Marc Brys fue entrenador del FC Den Bosch, equipo de segunda división de Holanda. Después de dos temporadas, fue despedido y Harm Van Veldhoven fue designado para la temporada 2012-13. Van Veldhoven tampoco pudo llevar al KV Mechelen a la eliminatoria 1, la reciente ambición tácita de los clubes. Fue despedido en diciembre de 2013. Al final de la temporada 2013-14, el KV Mechelen nombró a Aleksandar Janković como entrenador en jefe. A pesar de la incapacidad de Janković para llevar al club a la eliminatoria 1, Janković se fue al club superior Standard Liège.y Mechelen tuvo que nombrar un nuevo director. El club acabó eligiendo para el puesto vacante a Yannick Ferrera, que acababa de ser despedido como entrenador del Standard Liège.

### Amaño de partidos y escándalo del fútbol belga 2017–19
Desde el año 2017 hasta el 2019 se produjeron varios escándalos en el club. Tras once campañas en Primera, se desciende en la última jornada liguera de la temporada 2017–18. La victoria por 2–0 contra Waasland-Beveren le deja colistas por golaverage, ya que KAS Eupen ganó a Excel Mouscron por 4–0. Durante la siguiente temporada, mientras el equipo tenía éxito en el verde, ganando la Segunda División 2018–19 y la Copa 2018–19, saltó el escándalo del fútbol belga en el que el KV Malinas fue acusado de amañar el último partido de la temporada 2017–18, al haber intentado sobornar a algunos jugadores del Waasland-Beveren. En marzo de 2019 el club es juzgado culpable y es castigado con no ascender de categoría a pesar de haber ascendido en el campo, y no podría participar en la Copa belga 2019–20 y la Liga Europa de la UEFA, ésta por ser campeón de Copa. El club apeló el veredicto al BAS (Comité de Arbitraje Deportivo Belga) que dictaminó el 10 de julio de 2019 que, de acuerdo con las reglas de la Real Asociación Belga de fútbol, el descenso no era un posible castigo dadas las circunstancias. Como resultado, se castigó al club con un año de expulsión de las competiciones europeas y la copa belga. El juicio estuvo lleno de controversia, con pruebas (incluidas declaraciones de los testigos) de una investigación relacionada con actos delictivos económicos del fútbol Belga no estando disponible durante el juicio, así como fue puesta en duda la imparcialidad del fiscal.

## Participación en competiciones europeas UEFA

### Resultados
| Temporada | Torneo              | Ronda       | Club                | REsultado      |
| --------- | ------------------- | ----------- | ------------------- | -------------- |
| 1987–88   | Recopa de Europa    | 1R          | Dinamo București    | 1–0, 2–0       |
| 1987–88   | Recopa de Europa    | 1/8         | St Mirren           | 0–0, 2–0       |
| 1987–88   | Recopa de Europa    | 1/4         | Dinamo Minsk        | 1–0, 1–1       |
| 1987–88   | Recopa de Europa    | Semifinales | Atalanta            | 2–1, 2–1       |
| 1987–88   | Recopa de Europa    | Final       | Ajax                | 1–0            |
| 1988      | Supercopa de Europa | Final       | PSV                 | 3–0, 0–1       |
| 1988–89   | Recopa de Europa    | 1R          | Avenir Beggen       | 5–0, 3–1       |
| 1988–89   | Recopa de Europa    | 1/8         | Anderlecht          | 1–0, 2–0       |
| 1988–89   | Recopa de Europa    | 1/4         | Eintracht Frankfurt | 1–0, 0–0       |
| 1988–89   | Recopa de Europa    | Semifinales | Sampdoria           | 2–1, 0–3       |
| 1989–90   | Copa de Europa      | 1R          | Rosenborg           | 5–0, 0–0       |
| 1989–90   | Copa de Europa      | 1/8         | Malmö FF            | 4–1, 0–0       |
| 1989–90   | Copa de Europa      | 1/4         | Milan               | 0–0, 0–2 (AET) |
| 1990–91   | Copa de la UEFA     | 1R          | Sporting CP         | 2–2, 0–1       |
| 1991–92   | Copa de la UEFA     | 1R          | PAOK                | 0–1, 1–1       |
| 1992–93   | Copa de la UEFA     | 1R          | Örebro SK           | 2–1, 0–0       |
| 1992–93   | Copa de la UEFA     | 2R          | Vitesse             | 0–1, 0–1       |
| 1993–94   | Copa de la UEFA     | 1R          | IFK Norrköping      | 1–1 (AET), 1–0 |
| 1993–94   | Copa de la UEFA     | 2R          | MTK Budapest        | 5–0, 1–1       |
| 1993–94   | Copa de la UEFA     | 1/8         | Cagliari            | 1–3, 0–2       |

### Estadísticas en competiciones internacionales
| Torneo                                      | P | PJ | PG | PE | PP | Mejor posición |
| ------------------------------------------- | - | -- | -- | -- | -- | -------------- |
| Copa de Europa/Liga de Campeones de la UEFA | 1 | 6  | 2  | 3  | 1  | 1/4            |
| Recopa de Europa                            | 2 | 17 | 13 | 3  | 1  | Campeón        |
| Copa de la UEFA/Liga Europa de la UEFA      | 4 | 14 | 3  | 5  | 6  | 1/8            |
| Supercopa de Europa                         | 1 | 2  | 1  | 0  | 1  | Campeón        |
| Total                                       | 8 | 39 | 19 | 11 | 9  | -              |

- Actualizado al 8 de diciembre de 2011
- P= Participaciones; PJ= Partidos Jugados; PG= Partidos Ganados; PE= Partidos Empatados; PP= Partidos Perdidos.

## Palmarés

### Torneos nacionales
- Primera División Belga (4): 1942–43, 1945–46, 1947–48, 1988–89
- Copa de Bélgica (2): 1986–87, 2018–19
- Segunda División Belga (6): 1925–26, 1927–28, 1962–63, 1982–83, 1998–99, 2001–02
  - Ascenso a primera por play-offs (3): 1981, 2007, 2019
- Tercera División Belga (1): 2004-05

### Torneos internacionales
- Recopa de Europa (1): 1987–88
- Supercopa de Europa (1): 1988